# Hipoclorito de sodio
El hipoclorito de sodio, o hipoclorito sódico, (cuya disolución en agua es conocida como lejía, cloro o lavandina, según la zona) es un compuesto químico, fuertemente oxidante de fórmula NaClO, muy utilizado como biocida o desinfectante.
Contiene cloro en estado de oxidación +1, sodio en estado de oxidación +1 y oxígeno en estado de oxidación -2, es un oxidante fuerte y económico. Debido a esta característica se utiliza como desinfectante; además destruye muchos colorantes por lo que se utiliza como blanqueador.[cita requerida]
La estabilidad del hipoclorito en disolución acuosa depende de su pH (cuanto mayor, es más estable), de su propia concentración (disoluciones menos concentradas, son más estables), la presencia de determinadas impurezas (algunos metales aceleran su descomposición), el tiempo desde que se ha preparado (con el tiempo se va descomponiendo) y la temperatura de conservación (temperaturas altas, aceleran su descomposición).  Es incompatible con numerosas sustancias por lo debe almacenarse alejado de otros productos, en particular de cualquier ácido o de amoniaco.  Al acidular, libera cloro molecular (Cl2) gaseoso y muy tóxico. Tampoco debe mezclarse con amoníaco, ya que formara cloramina, un gas muy tóxico que puede dar lugar a explosiones. [cita requerida]

## Historia
Su uso industrial va unido a su uso como blanqueador. Carl Wilhelm Scheele, que descubrió el cloro al hacer reaccionar el ácido clorhídrico con  óxido de manganeso, descubrió  que este gas decoloraba muchos pigmentos vegetales. Al ser un gas asfixiante, su utilización no era práctica, hasta que  Claude Louis Berthollet estudió en 1785  la utilización de su disolución en agua para blanquear telas. Como aun así se desprendía cloro, Leonard Alban y Mathieu Vallet, dueños de la fábrica de productos químicos en  Javel, en las afueras de París, introdujeron una mejora, que fue hacer pasar el cloro por una disolución de carbonato potásico. De esta forma obtuvieron el agua de Javel. En 1799, Charles Tennant obtuvo una patente para fabricar hipoclorito de calcio, haciendo reaccionar el cloro con hidróxido de calcio. En 1800 construyó una fábrica en St. Rollox,cerca de Glasgow, que la década de 1830 sería la mayor fábrica de productos químicos en el mundo.
Desde finales del siglo XVIII, además, se fueron encontrando usos al hipoclorito como desinfectante; los pioneros fueron el médico francés Pierre-François Percy (1793; la reducción de mortalidad sería de alrededor del 50 %) y el farmacéutico Antoine Germain Labarraque (1825), a quien se atribuye la sustitución del potasio por sodio.
En México, Francisco Montes de Oca, hacia 11 de julio de 1860 inició la escuela entre los cirujanos militares de: lavar los campos quirúrgicos y camas de los heridos de guerra, lavar las manos antes, durante la cirugía y al concluir las amputaciones, lavar las heridas con el licor de Labarraque (con un sistema que usaría Alexis Carrel en la Primera Guerra Mundial), por lo que fue el iniciador empírico de la antisepsia,  (Comprobado por las múltiples tesis de la Facultad de Medicina de la UNAM y los trabajos de Quijano y Soriano), quienes reafirman esta primacía y extenso uso del referido licor desde 1860 hasta 1900.

## Forma
El hipoclorito de sodio existe sólido en forma de sal pentahidratada NaClO * 5 H2O
y con 2,5 moléculas de agua de hidratación por molécula: NaClO * 2,5 H2O. La primera forma es la más conocida. A 0 °C se disuelven 29,3 g de la sal en 100 g de agua y a 23 °C ya son 94,2 g/100.
En disolución acuosa, recién preparada contiene una concentración equimolar de iones hipoclorito e iones cloruro.  Con el tiempo y las condiciones de conservación, los iones hipoclorito se van descomponiendo y se van originando iones cloruro como producto de algunas de las reacciones de descomposición del hipoclorito.  A la concentración de iones hipoclorito de una disolución en un determinado momento, expresada como cloro equivalente que se desprendería si acidulamos la disolución, se le conoce como cloro activo, y al exceso de iones cloruro sobre el inicial (producto de la descomposición del hipoclorito), expresado en los mismos términos de equivalencia de cloro, se conoce como cloro inactivo.

## Reacciones
El hipoclorito reacciona a temperaturas elevadas para dar clorato y cloruro:
3 NaClO →  2 NaCl + NaClO3
A veces se aprovecha esta reacción para la síntesis del clorato.
Con aminas se forman las cloraminas. Estos compuestos suelen ser tóxicos y pueden ser explosivos. No es inflamable, pero reacciona en presencia de fuego.
El hipoclorito de sodio va reaccionando con el agua, originando ácido hipocloroso, que es muy poco estable y que se desintegrándose en ácido clorhídrico y oxígeno:
NaClO + H2O → HClO + Na+ + OH-
Cuando es disuelto en agua este se descompone lentamente, originando sodio, cloruros y radicales hidroxilos:
NaClO + H2O → Na+ + Cl− + 2 HO•
Estos radicales hidroxilo pueden oxidar compuestos orgánicos o reaccionar para formar agua y oxígeno
R-CH2-OH + 4 HO• → R-COOH + 3 H2O
4 HO• → 2 H2O + O2(disuelto o gaseoso)
Pasándolo a través de una solución acuosa enfriada de hipoclorito de sodio y dióxido de carbono, se puede obtener una solución de ácido hipocloroso:
NaClO + H2O + CO2 → NaHCO3↓ + HClO

## Usos
La lejía (popularmente conocido como cloro, agua lavandina, agua Jane, entre otros), una disolución acuosa de hipoclorito de sodio, es usada frecuentemente en hogares, como oxidante en el proceso de potabilización del agua, a dosis ligeramente superiores al punto crítico (punto en que empieza a aparecer cloro residual libre).[cita requerida]
En relación con el tratamiento del agua, las preocupaciones con, seguridad de transporte y manipulación, tienen influencia directa en cuanto al uso de hipoclorito de sodio en lugar de gas cloro, lo que representa un mercado de importante expansión potencial.
El hipoclorito de sodio se utiliza también como desinfectante en piscinas, ya sea por aplicación directa en forma de líquido (125 mL diarios por cada 10 m³ de agua), pastillas concentradas o en polvo, o a través de un aparato de electrólisis salina por el que se hace circular el agua de la piscina. Para que la electrólisis tenga lugar se debe salar ligeramente la piscina (necesitaremos 4 g de sal por litro de agua). El aparato de electrólisis, mediante descargas eléctricas trasforma la sal (NaCl) en hipoclorito de sodio consiguiendo desinfectar el agua.[cita requerida]
También se usa en el proceso de identificación de especies de los distintos filos de animales que poseen espículas o escleritos, como poríferos o equinodermos (holoturoideos). El hipoclorito de sodio disuelve la materia orgánica dejando al descubierto estas estructuras (únicas en cada especie), que son de carbonato de calcio (calcáreas) o dióxido de silicio (silíceas) y, por tanto, no se disuelven.
Este producto químico se puede también utilizar para el blanqueamiento textil, así como para desinfectar los lavabos gracias a su poder fungicida y bactericida.
En parasitología puede ser utilizado para la esporulación in vitro de Ooquistes de protozoos del phylum apicomplexa en el método denominado de Cawthorn.

## Fórmula de dilución
Ejemplo:
Cantidad de líquido deseado: 15 L
Concentración del producto comercial: 10 %
En la práctica, la concentración requerida para desinfección es de 5 %.
Solución
- {\displaystyle ={\frac {(15L)\times (5\%)}{10\%}}=7,5L}

Se necesitarían 7,5 L de solución al 10 % para preparar 15 L de disolución al 5 %.

## Nombres vernáculos o coloquiales
La solución acuosa es conocida en España y en Perú como lejía, cloro en  Chile, México, Colombia, Costa Rica y Venezuela, cloro, blanqueador, límpido en Colombia (en el interior) y como  Agua jane®  en Uruguay, 
y  lavandina en Argentina. En Bolivia se conoce indistintamente como cloro o lavandina.